# Ichneumon picatus
Ichneumon picatus là một loài tò vò trong họ Ichneumonidae.